# 극점 (기하학)

하늘색으로 칠해진 콤팩트 볼록 집합의 극점들은 붉게 칠해진 점들이다. 크레인-밀만 정리에 따라, 이 극점들의 볼록 폐포는 원래 볼록 집합과 같다.

기하학에서 극점(極點, 영어: extreme point)은 어떤 볼록 집합 속의 점 가운데, 다른 두 점의 볼록 선형 결합으로 나타낼 수 없는 것이다. 즉, 볼록 집합의 일종의 ‘귀퉁이’에 해당한다. 크레인-밀만 정리(Крейн-Мильман定理, 영어: Krein–Milman theorem)에 따르면, 실수 국소 볼록 공간의 콤팩트 볼록 집합은 그 극점들의 볼록 폐포와 같다. 쇼케 정리(Choquet定理, 영어: Choquet’s theorem)에 따르면, 거리화 가능 콤팩트 볼록 집합 속의 임의의 점은 그 극점 집합 위에 정의된 확률 측도의 무게 중심으로 나타내어진다.

## 정의
실수 벡터 공간 {\displaystyle V} 속의 볼록 집합 {\displaystyle S}의 부분 집합 {\displaystyle F\subseteq S}가 다음 두 조건을 만족시킨다면, 면(面, 영어: face)이라고 한다.:121, Chapter 8
- 공집합이 아니다.
- 임의의 두 {\displaystyle x,y\in S} 및 {\displaystyle 0<t<1}에 대하여, 만약 {\displaystyle tx+(1-t)y\in F}라면, {\displaystyle x,y\in F}이다.

실수 벡터 공간 {\displaystyle V} 속의 볼록 집합 {\displaystyle S} 속의 점 {\displaystyle x\in S}에 대하여, 만약 {\displaystyle \{x\}}가 {\displaystyle S}의 면이라면, {\displaystyle x}를 {\displaystyle S}의 극점이라고 한다.:120, Chapter 8:23, Definition 2.10:369, §A1.3
{\displaystyle S}의 극점의 집합을 {\displaystyle {\mathcal {E}}(S)}로 표기하자.

### 극점 계수
보다 일반적으로, 실수 벡터 공간 {\displaystyle V} 속의 볼록 집합 {\displaystyle S} 속의 점 {\displaystyle x\in S}의 극점 계수(영어: extreme rank)는 다음과 같은 자연수이다.
{\displaystyle \operatorname {ext} (x)=\min \left\{k\colon x=\sum _{i=0}^{k}t_{i}y_{i},\;k\in \mathbb {Z} ^{+},\;y_{0},\dotsc ,y_{k}\in S,\;(t_{0},\dotsc ,t_{k})\in \operatorname {int} (\Delta ^{k})\right\}}
여기서, 임의의 양의 정수 {\displaystyle k\in \mathbb {Z} ^{+}}에 대하여
{\displaystyle \operatorname {int} (\Delta ^{k})\subseteq (\mathbb {R} ^{+})^{k+1}}
{\displaystyle (t_{0},\dotsc ,t_{k})\in \operatorname {int} (\Delta ^{k}){\overset {\text{def}}{\iff }}t_{0}+\dotsb +t_{k}=1}
는 {\displaystyle k}차원 단체의 내부이다. 특히, {\displaystyle \operatorname {int} (\Delta ^{0})=\{1\}}이며, 임의의 {\displaystyle x\in S}는 {\displaystyle x=1x}로 나타내어지므로 항상 {\displaystyle \operatorname {ext} (x)\geq 0}이다.
이 경우, 만약 {\displaystyle \operatorname {ext} (x)=n}이라면 {\displaystyle x}를 {\displaystyle n}-극점이라고 하자. 즉, 극점의 개념은 0-극점의 개념과 같다.

## 성질
임의의 실수 벡터 공간 {\displaystyle V}의 볼록 집합 {\displaystyle K\subseteq V}의 면들의 족 {\displaystyle (F_{i})_{i\in I}}에 대하여, 그 교집합 {\displaystyle \textstyle \bigcap _{i\in I}F_{i}}는 공집합이 아니라면 항상 면이다.

### 존재
임의의 하우스도르프 실수 국소 볼록 공간 {\displaystyle V} 속의, 공집합이 아닌 콤팩트 볼록 집합 {\displaystyle \varnothing \neq K\subseteq V}의 닫힌 면 {\displaystyle F\subseteq K}에 대하여, {\displaystyle F}에 속하는 {\displaystyle K}의 극점이 (적어도 하나 이상) 존재한다.:127, 8.13

### 극점의 볼록 폐포
임의의 실수 벡터 공간 {\displaystyle V} 속의 볼록 집합 {\displaystyle S} 속의 두 점 {\displaystyle x,y\in S} 및 {\displaystyle t\in (0,1)}에 대하여, 다음이 성립한다.
{\displaystyle \operatorname {ext} _{S}(tx+(1-t)y)<\operatorname {ext} _{S}(x)+\operatorname {ext} _{S}(y)}
크레인-밀만 정리에 따르면, 임의의 하우스도르프 실수 국소 볼록 공간 {\displaystyle V} 속의 콤팩트 볼록 집합 {\displaystyle K\subseteq V}은 그 극점들의 볼록 폐포와 일치한다.
체르멜로-프렝켈 집합론과 불 대수 소 아이디얼 정리를 가정할 때, 하우스도르프 국소 볼록 공간에 대한 크레인-밀만 정리는 선택 공리와 동치이다.
또한, 에드거 정리(영어: Edgar’s theorem)에 따르면, 반사 바나흐 공간 {\displaystyle V} 속의 임의의 유계 볼록 닫힌집합 {\displaystyle K}는 스스로의 극점의 볼록 폐포와 일치한다. (일반적으로, 유계 닫힌집합인 것은 콤팩트 집합인 것보다 더 약한 조건이다.)
밀만 정리(영어: Milman’s theorem)에 따르면, 하우스도르프 실수 국소 볼록 공간 {\displaystyle V} 속의 콤팩트 볼록 집합 {\displaystyle K\subseteq V}의 부분 집합 {\displaystyle T\subseteq K}에 대하여, 만약 {\displaystyle T}를 포함하는 최소의 볼록 닫힌집합이 {\displaystyle K}라면, {\displaystyle K}의 모든 극점은 {\displaystyle T}의 폐포에 속한다.:138, Theorem 9.4

### 극점 위의 측도
임의의 실수 위상 벡터 공간 {\displaystyle V} 속의 콤팩트 집합 {\displaystyle K\subseteq V} 속의 베르 집합 {\displaystyle A\in \operatorname {Baire} (K)} 및 측도 {\displaystyle \mu \colon \operatorname {Baire} (A)\to [0,\infty ]} 및 {\displaystyle v\in V}가 주어졌을 때, 만약
{\displaystyle \forall f\in V^{*}\colon f(x_{0})=\int _{A}\phi \,\mathrm {d} \mu }
가 성립한다면, {\displaystyle v}를 {\displaystyle \mu }의 무게 중심(-中心, 영어: barycenter)이라고 하자. (여기서 {\displaystyle V^{*}}는 연속 쌍대 공간이다.)
다음이 주어졌다고 하자.
- 하우스도르프 실수 국소 볼록 공간 {\displaystyle V}
- {\displaystyle V} 속의 거리화 가능 콤팩트 볼록 집합 {\displaystyle K\subseteq V}

그렇다면, 쇼케 정리(영어: Choquet’s theorem)에 따르면 다음이 성립한다.:168, Theorem 10.7
- {\displaystyle K}의 극점의 집합 {\displaystyle {\mathcal {E}}(K)}는 {\displaystyle K}의 보렐 집합이다.
- 임의의 {\displaystyle x\in K}에 대하여, {\displaystyle x}를 무게 중심으로 갖는 확률 측도 {\displaystyle \mu \colon \operatorname {Baire} ({\mathcal {E}}(K))\to [0,1]}가 존재한다.

## 예
한원소 집합의 유일한 점은 0-극점이다.
유클리드 공간 {\displaystyle \mathbb {R} ^{n}} 속에서, 닫힌 공
{\displaystyle \operatorname {cl} (\operatorname {ball} _{\mathbb {R} ^{n}}({\vec {0}},1))=\left\{{\vec {v}}\in \mathbb {R} ^{n}\colon \|{\vec {v}}\|\leq 1\right\}}
의 0-극점들은 초구
{\displaystyle \mathbb {S} ^{n-1}=\{{\vec {v}}\in \mathbb {R} ^{n}\colon \|{\vec {v}}\|=1\}}
이며, 나머지 모든 점(열린 공)은 1-극점이다.

### 비(非)유계 집합에 대한 크레인-밀만 정리의 반례
실수선 {\displaystyle \mathbb {R} } 속의 닫힌 반직선
{\displaystyle \mathbb {R} _{\geq }=\{t\in \mathbb {R} \colon t\geq 0\}}
은 닫힌집합이며 볼록 집합이지만 유계 집합이 아니다. 그 속의 0-극점들은 {\displaystyle 0\in \mathbb {R} _{\geq }} 밖에 없으며, 나머지 점들은 모두 1-극점들이다. 이 경우 {\displaystyle \{0\}}의 볼록 폐포는 {\displaystyle \{0\}\neq \mathbb {R} _{\geq }}이므로, 크레인-밀만 정리가 실패한다.
보다 일반적으로, {\displaystyle n}차원 유클리드 공간 속의 닫힌 반공간
{\displaystyle \mathbb {R} _{\geq }\times \mathbb {R} ^{n-1}\subseteq \mathbb {R} ^{n}}
은 {\displaystyle k\leq n-2}일 경우 {\displaystyle k}-극점을 갖지 않는다. 구체적으로, 경계의 점
{\displaystyle x\in \partial (\mathbb {R} _{\geq }\times \mathbb {R} ^{n-1})=\{0\}\times \mathbb {R} ^{n-1}}
은 {\displaystyle n-1}-극점이며, 나머지 점들은 {\displaystyle n}-극점이다.

### 비(非) 국소 볼록 공간에 대한 크레인-밀만 정리의 반례
크레인-밀만 정리가 성립하지 않는 콤팩트 볼록 집합을 가지는, 완비 거리화 가능 실수 위상 벡터 공간이 존재한다.

## 역사
유클리드 공간에 대한 크레인-밀만 정리는 헤르만 민코프스키가 20세기 초에 증명하였다.
바나흐 공간에 대한 크레인-밀만 정리는 마르크 크레인과 다비트 핀후소비치 밀만(러시아어: Дави́д Пи́нхусович Ми́льман, 히브리어: דוד פינחוסוביץ' מילמן, 1912~1982)이 1940년에 증명하였다.:134
밀만 정리는 밀만이 1947년에 증명하였다.
쇼케 정리는 귀스타브 쇼케(프랑스어: Gustave Choquet, 1915~2006)가 증명하였다.